# 朱晶
朱晶（1969年3月—），上海人，汉族，中国民主同盟盟员。中华人民共和国政治人物、第十三届全国人民代表大会江苏地区代表。
2018年2月24日，当选为第十三届全国人大代表。